# Тірца

Тірца на землях роду Манассії

32°17′15″ пн. ш. 35°20′16″ сх. д. / 32.2874° пн. ш. 35.3378° сх. д.
Тірца (івр. תִרְצָה, Фірца) — місто в Самарії, що належало роду Манассії.

## Історія
Місто було столицею Ізраїльського царства від часів правління царя Єровоама I до будівництва Самарії царем Омрі. Про місцезнаходження Тірци немає жодних згадок ані в Біблії, ані у Флавія, ані у Євсевія. Сучасні дослідники приписують розташування міста до різних точок Самарії. Тірца славилась своїми мальовничими краєвидами. У книзі Пісня над піснями царя Соломона Тірца за красою свого розташування порівнювалась з Єрусалимом: «Прекрасна ти, улюблена моя, як Фірца, люб’язна, як Єрусалим, грізна, як полки з прапорами» (Пісн. 6:4).